# ألبرت سبير (سياسي)
ألبرت سبير هو محامي وقاضي وسياسي أمريكي، ولد في 17 مارس 1852، وتوفي في 31 يناير 1929. نشط حزبياً في الحزب الجمهوري. وقد انتخب عضو مجلس ولاية مين ‏.